# Greenfield (hrabstwo Monroe)
Greenfield – miasto w Stanach Zjednoczonych, w stanie Wisconsin, w hrabstwie Monroe.